# کرخا (لبنان)
کرخا (انگلیسی: Karkha) یک شهرک در شهرستان جزین و در کشور لبنان است.